# Sergio Morales
Sergio Elifredo Morales Morales (San Fernando, 22 de octubre de 1945), es un político e impresor chileno, quien ejerció como diputado entre 1994 y 1998.

## Biografía
Nace en San Fernando, hijo del tipógrafo Ramón Morales Moraga, fundador del periódico La Región, y de. Casado con Erna Valenzuela Lynch, tiene cinco hijos.
De profesión impresor, se desempeña como Gerente y representante Legal de la Sociedad Impresora Sergio Morales y Hermanos, empresa compuesta por una imprenta y dos librerías.
En 1968 funda la Asociación de Pequeños Empresarios de Colchagua, APIACOL, asumiendo el cargo de Secretario. Más adelante, en 1985, funda y preside la Asociación de Medianos y Pequeños Industriales de su ciudad natal. En 2011 era su vicepresidente. Asimismo, por quince años es dirigente de la Cámara de Comercio.
En el área deportiva, es dirigente del Club de Deportes Colchagua por cuatro años y practica la caza y la pesca, participando en numerosos torneos deportivos.
En cuanto al ámbito cultural, fundó la Corporación Cultural y Artística Nelson Vergara Silva, llegando a ser su Presidente. Además, es miembro del Comité Asesor del Liceo Comercial de San Fernando y de la Dirección Provincial de Educación y del Centro para el Progreso.
Entre 1965 y 1970 es reportero y Jefe de Prensa en el diario La Región.
Inicia sus actividades políticas en 1984 al incorporarse al Partido Radical de Chile. Posteriormente, asume como Presidente comunal y luego como Presidente del Consejo Provincial de San Fernando.
Durante el plebiscito de 1988 es nombrado encargado de logística de la Concertación y en 1989 dirige el Comité Independiente de la campaña del senador Anselmo Sule.
En 1993 se postula a la candidatura a Diputado por la Sexta región, distrito N.° 34, San Fernando. Resulta elegido para el período legislativo de 1994 a 1998, pasando a formar parte de la Comisión de Vivienda. En 1997 perdió su candidatura a la reelección y, nuevamente, en el 2001 no logra acceder al escaño.

## Historial electoral

### Elecciones parlamentarias de 1993
- Elecciones de diputados de 1993 por el distrito 34 (San Fernando, Chimbarongo, Las Cabras, Peumo, Pichidegua, San Vicente de Tagua Tagua).[2]

### Elecciones parlamentarias de 1997
- Elecciones de diputados de 1997 por el distrito 34 (San Fernando, Chimbarongo, Las Cabras, Peumo, Pichidegua, San Vicente de Tagua Tagua).[3]

### Elecciones parlamentarias de 2001
- Elecciones de diputados de 2001 por el distrito 34 (San Fernando, Chimbarongo, Las Cabras, Peumo, Pichidegua, San Vicente de Tagua Tagua).[4]